# Насекина
Насе́кина — деревня в Тюменском районе Тюменской области России. Входит в состав Каменского муниципального образования.

## География
Деревня находится в юго-западной части Тюменской области, в пределах юго-западной части Западно-Сибирской низменности, на правом берегу реки Тура, на расстоянии примерно 18 км (по прямой) к северо-западу от города Тюмень, административного центра области и района. Абсолютная высота — 71 м над уровнем моря.

### Климат
Климат резко континентальный, с холодной продолжительной зимой и тёплым относительно коротким летом. Среднегодовая температура — 0,7 °C. Средняя температура воздуха самого холодного месяца (января) — −17,2 °C (абсолютный минимум — −46 °C); самого тёплого месяца (июля) — 17,8 °C (абсолютный максимум — 39 °С). Безморозный период длится 121 день. Среднегодовое количество атмосферных осадков составляет 470 мм, из которых 365 мм выпадает в тёплый период. Продолжительность залегания снежного покрова составляет в среднем 151 день.

### Часовой пояс
Деревня Насекина, как и вся Тюменская область, находится в часовой зоне МСК+2. Смещение применяемого времени относительно UTC составляет +5:00.

## Население
| 2010 |
| ---- |
| 24   |

### Половой состав
По данным Всероссийской переписи населения 2010 года, в половой структуре населения мужчины составляли 54,2 %, женщины — соответственно 45,8 %.

### Национальный состав
Согласно результатам переписи 2002 года, в национальной структуре населения русские составляли 89 % из 9 чел.